# Cuisine tchèque

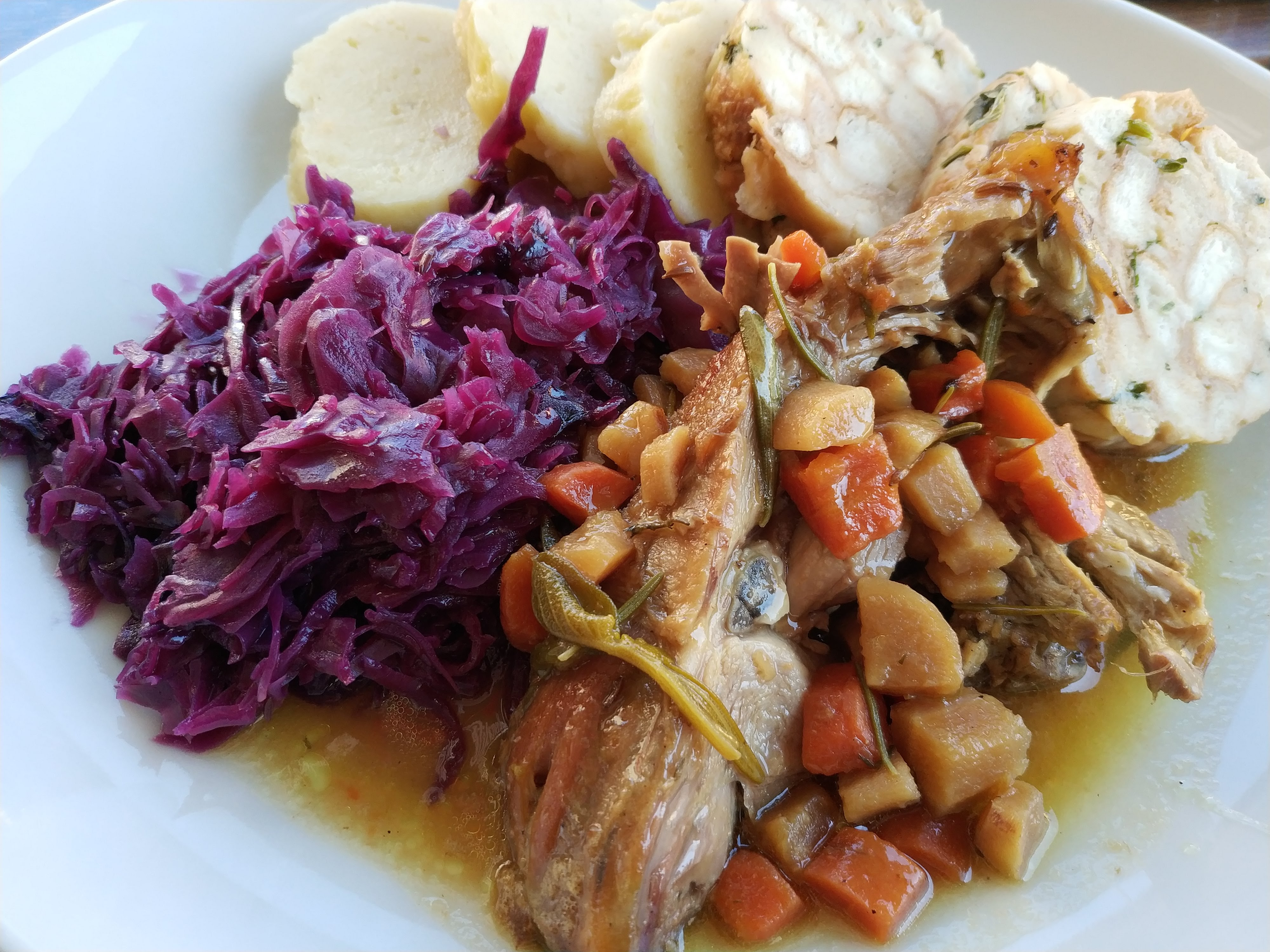
Vepřo-knedlo-zelo

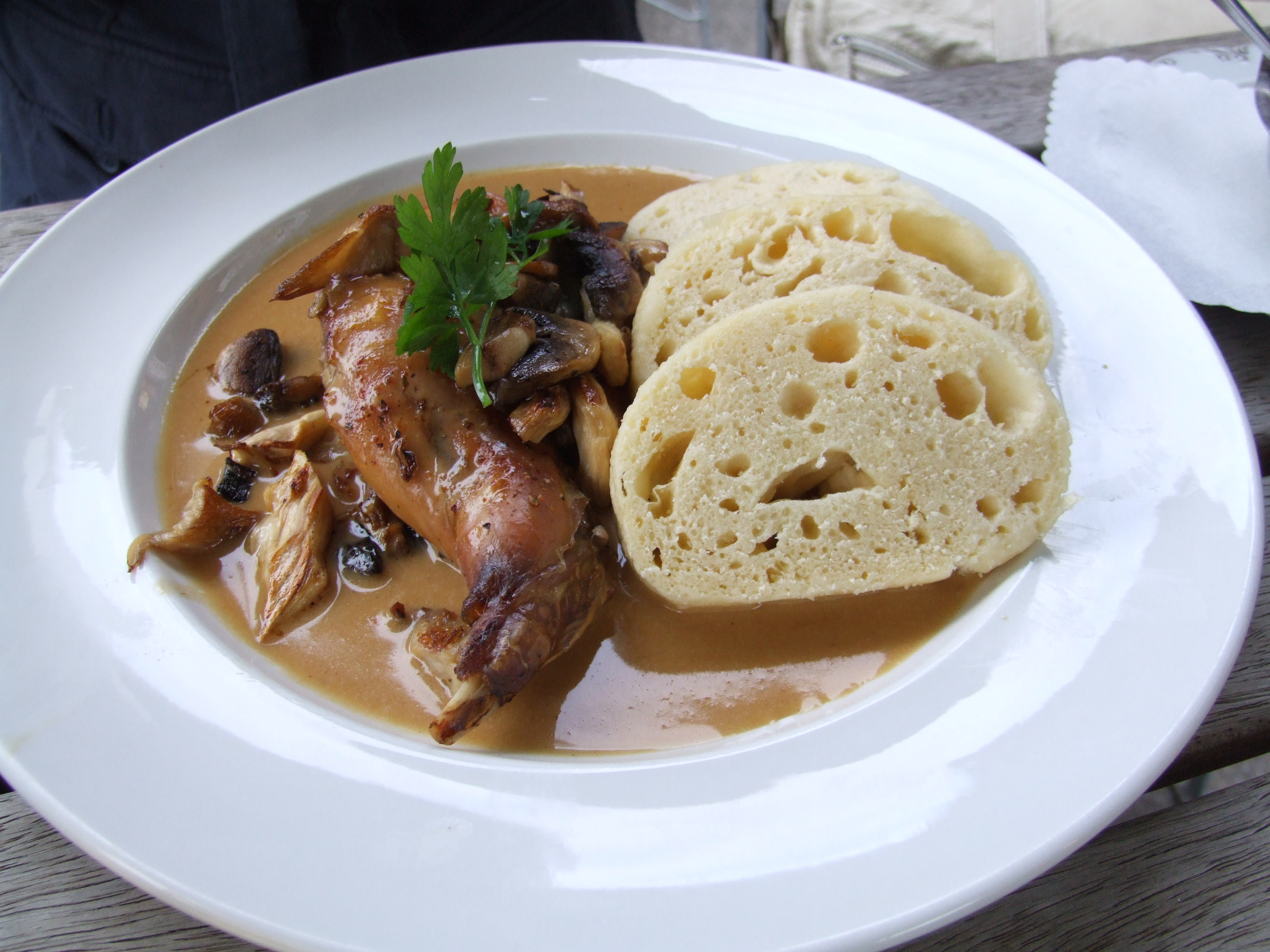
Cuisse de lapin avec knedlíky

La cuisine tchèque est la cuisine traditionnelle des pays tchèques, c'est-à-dire des régions de Bohême, Moravie et Silésie. Copieuse et variée, ses influences allemandes et autrichiennes mettent les viandes à l'honneur, exaltées par ailleurs par les saveurs épicées spécifiques de l'Europe centrale. Comme ses voisines, la cuisine tchèque est principalement à base de porc, chou et féculent : un ordinaire que les Tchèques ont affectueusement surnommé vepřo-knedlo-zelo (mot-à-mot: porc-quenelle-chou) à la manière du métro-boulot-dodo parisien.
Typique de cette partie de la Mitteleuropa, les knedlíky (knedlík au singulier, équivalent de Knödel en allemand) sont des sortes de quenelles (mique) de la largeur d'un poing, cuites à la vapeur et servies découpées en tranches. Ils accompagnent la plupart des plats de viande en sauce. Parmi des dizaines de sortes, il en existe deux principales : les knedlíky à base de farine de type polohrubá, parfois traduit par boule de pâte, et les knedlíky de pomme de terre plus denses et plus petites.

## Conservation et cuisson
Parmi les techniques de préparation et de conservation utilisées : le saumurage (poissons, fromages, viandes), la fermentation lactique, la macération, le malossol, le fumage, le séchage.
Les modes de cuisson sont variés : mijotage, braisage, rôtissage, grillade. réduction, cuisson à l'étouffée, bouillon...

## Recettes

### Entrées
Il est traditionnel et courant en Tchéquie de commencer son repas par une soupe, hiver comme été. Goulash, bramboračka ou česká bramborová (soupe de pommes de terre), zelňačka (aux choux et au lard), česnečka (à l'ail), vývar (bouillon de poulet ou de bœuf), čočková (aux lentilles, servie notamment pour le déjeuner du 1er janvier) ou la Dršťková (aux tripes et épicées), sont parmi les plus consommées. Typique de la Bohême, la kulajda est à base de pommes de terre, œufs, champignons, crème aigre et aneth.

### Repas rapides
Parmi les repas rapides typiquement tchèques, il existe les « noyés » (utopenci), des saucisses conservées dans du vinaigre, des oignons et du piment. On compte également le fromage frit ou pané (smažený sýr), en général de l’édam pané et frit. Il est le plus souvent servi avec des pommes de terre et une sauce tartare.

### Plats principaux

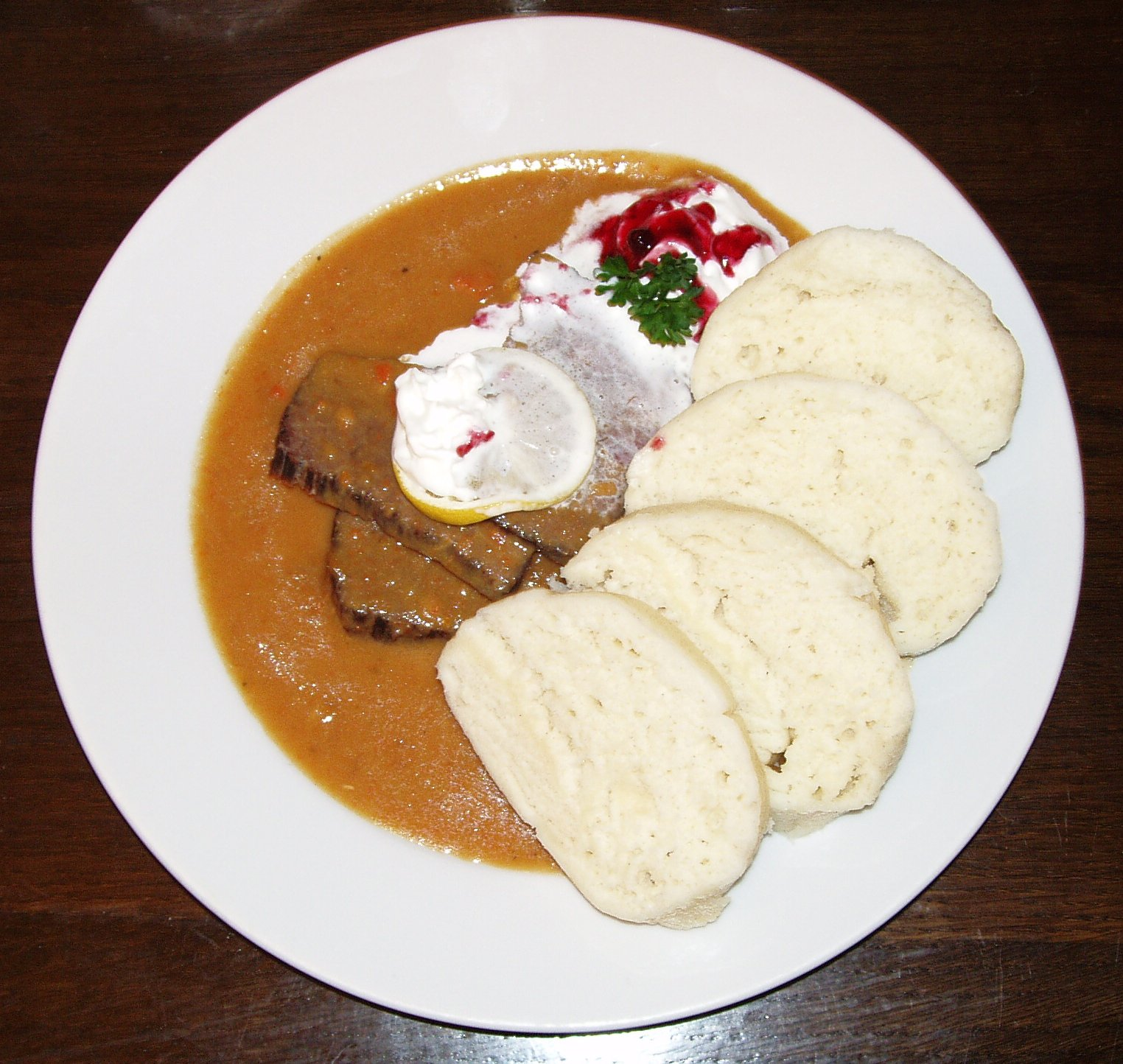
Svíčková na smetaně

La majorité des repas sont constitués de viandes en sauce. Ils sont rarement accompagnés de légumes cuits, mais parfois de la salade ou du poivron (cru ou mariné).
- Svíčková na smetaně : un plat principal tchèque, rôti de bœuf servi avec une riche sauce aux légumes et à la crème, surmonté d'une cuillerée de confiture d'airelles et accompagné de knedlíky. Il s'agit du plat traditionnel lors des mariages.
- Nádivka : plat typique de Pâques, sorte de clafoutis salé à base d'œufs, de chapelure ou de morceaux de pain blanc, de persil ou d'orties hachées et de jambon.
- Carpe de Noël : au moment de Noël, la tradition veut que l'on serve une carpe dont les filets sont frits dans de la chapelure en escalope. La coutume veut que l'on conserve une écaille de l'année dans son porte-monnaie. Elle apportera richesse et bonheur.
- Vinná klobása : mets typique du réveillon de Noël, surtout en Moravie, cette saucisse est censée célébrer le solstice d'hiver.
- Bramborák : galette de pomme de terre à l'ail et à la marjolaine cuites à la friteuse, proche de la pomme paillasson. Il remplace souvent le knedlik comme accompagnement ou se mange tel quel.
- Bramborový salát : Salade de pommes de terre avec ou sans mayonnaise.

Il est courant de manger un repas principal sucré. Il peut s'agir de Koláčky (petites tartes) ou encore de ovocné knedliky (quenelles aux fruits).

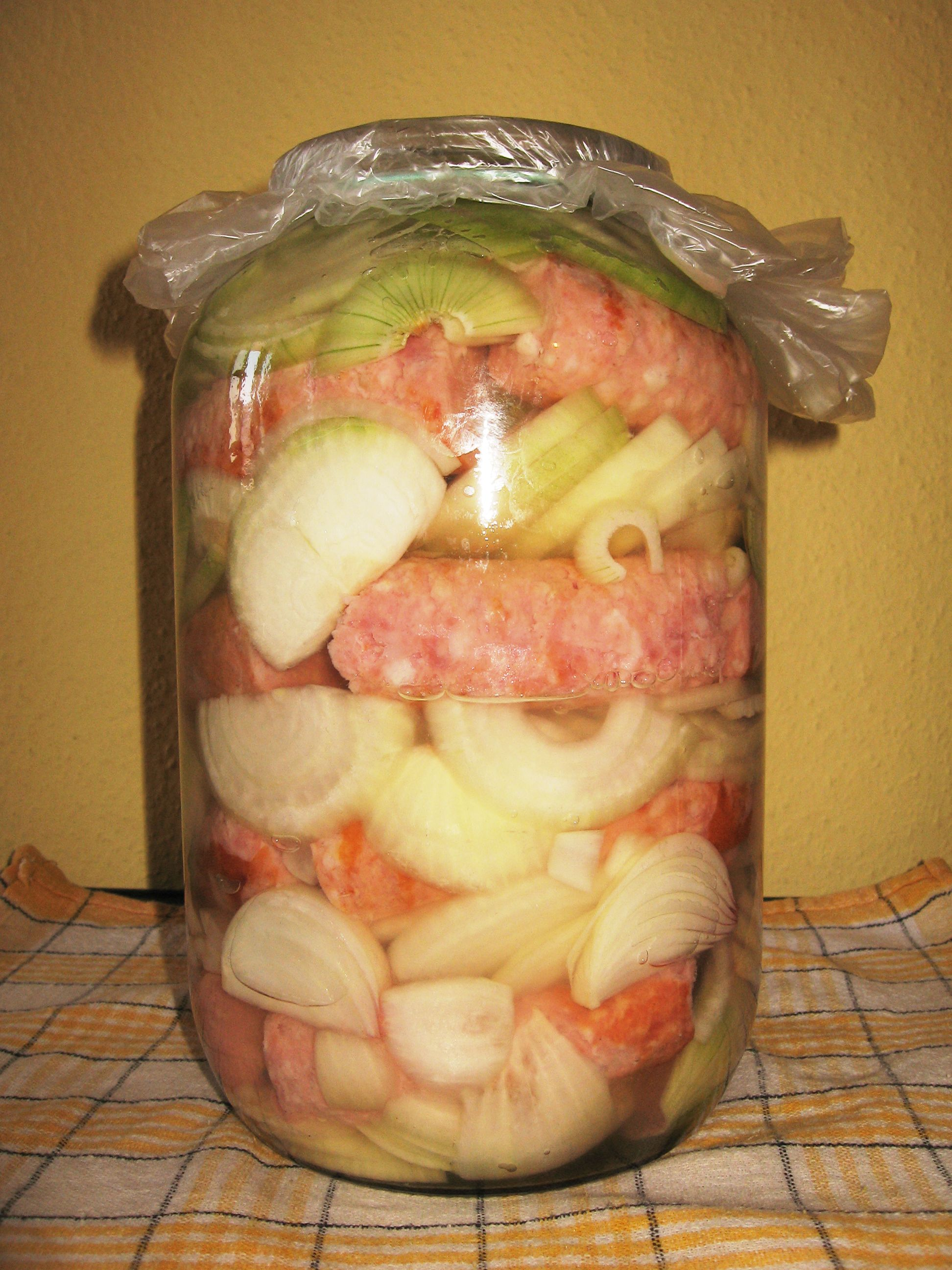
Utopenci, les « noyés ».
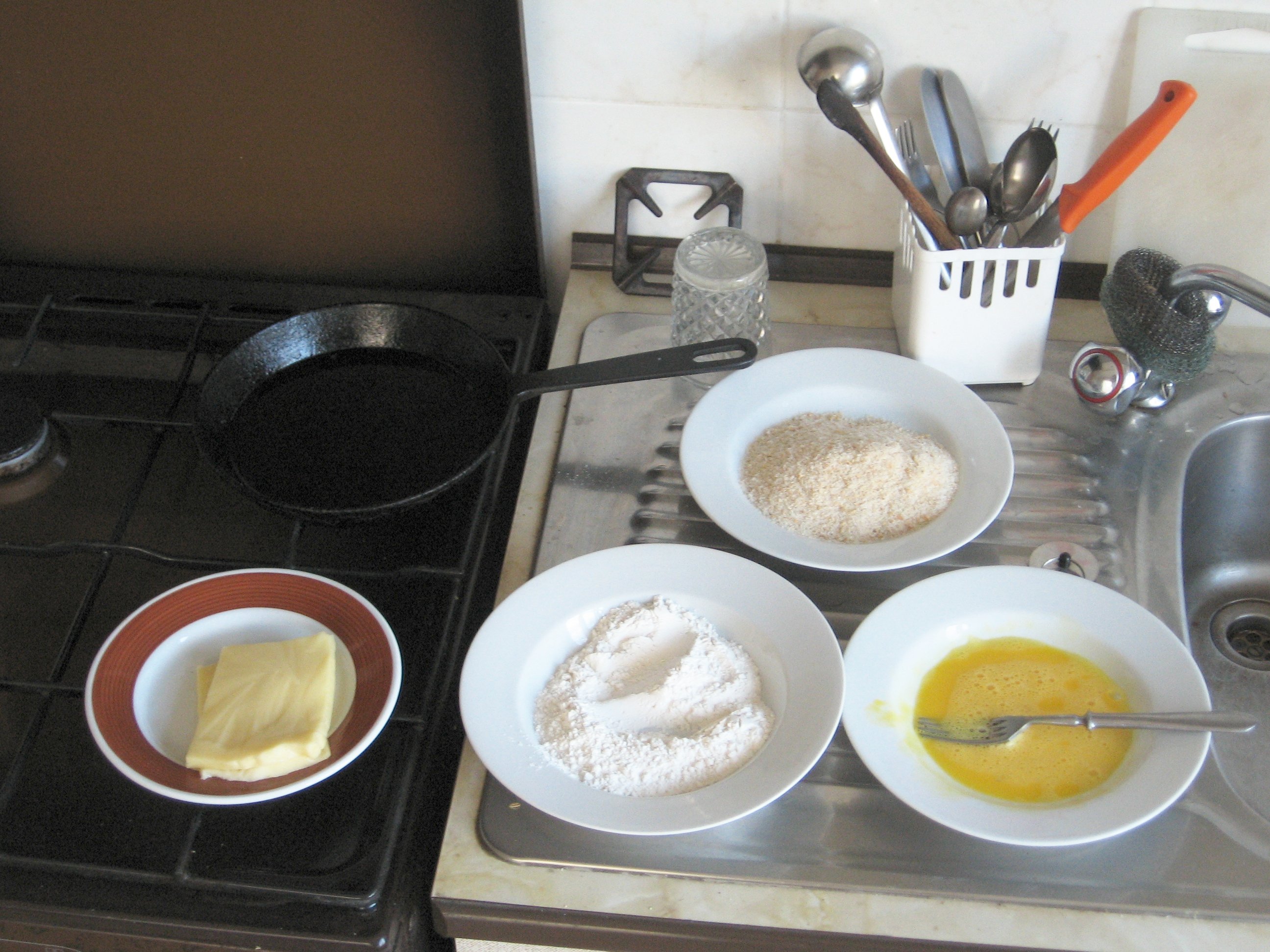
Éléments de base du fromage frit.
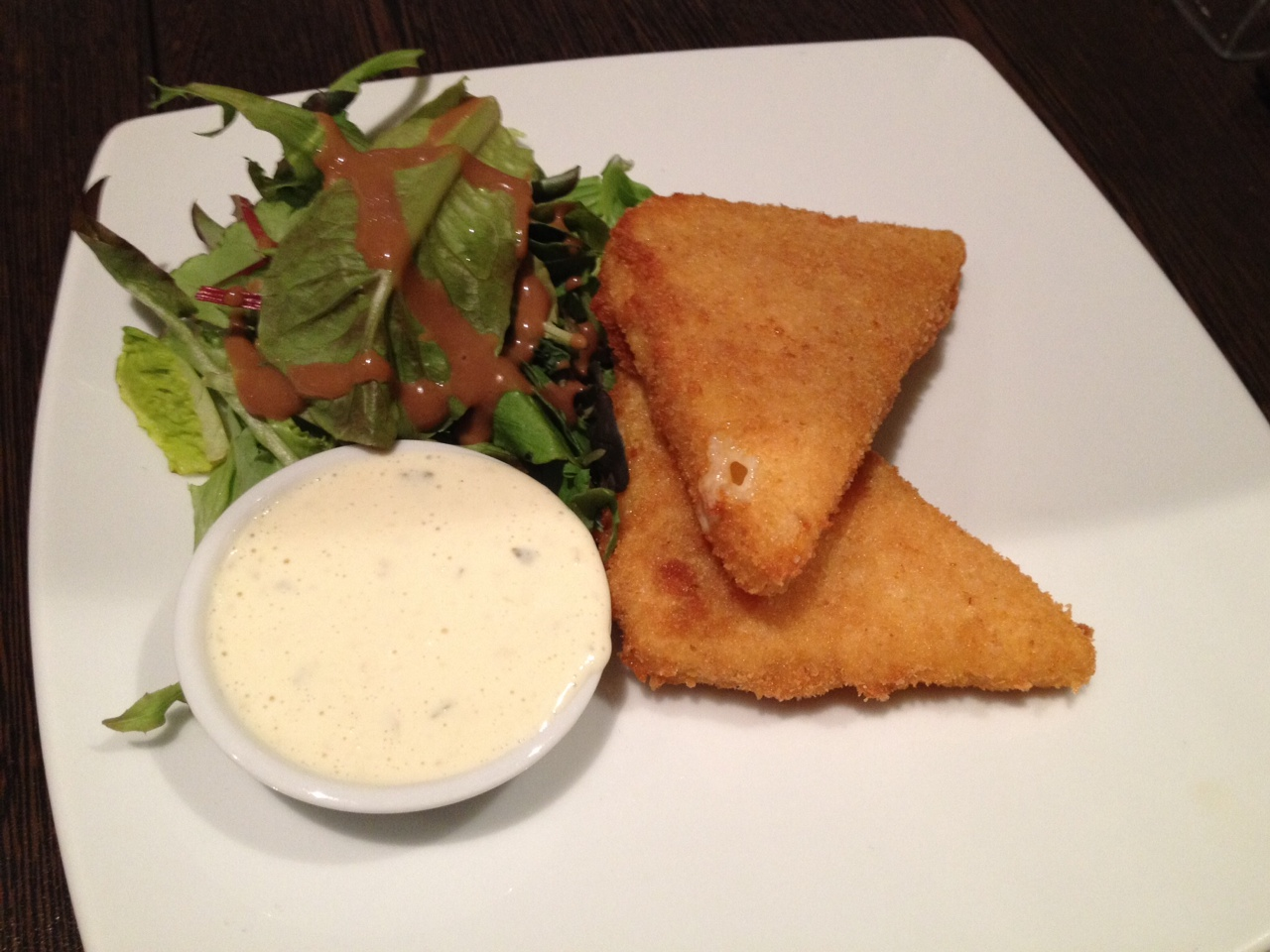
Fromage frit.
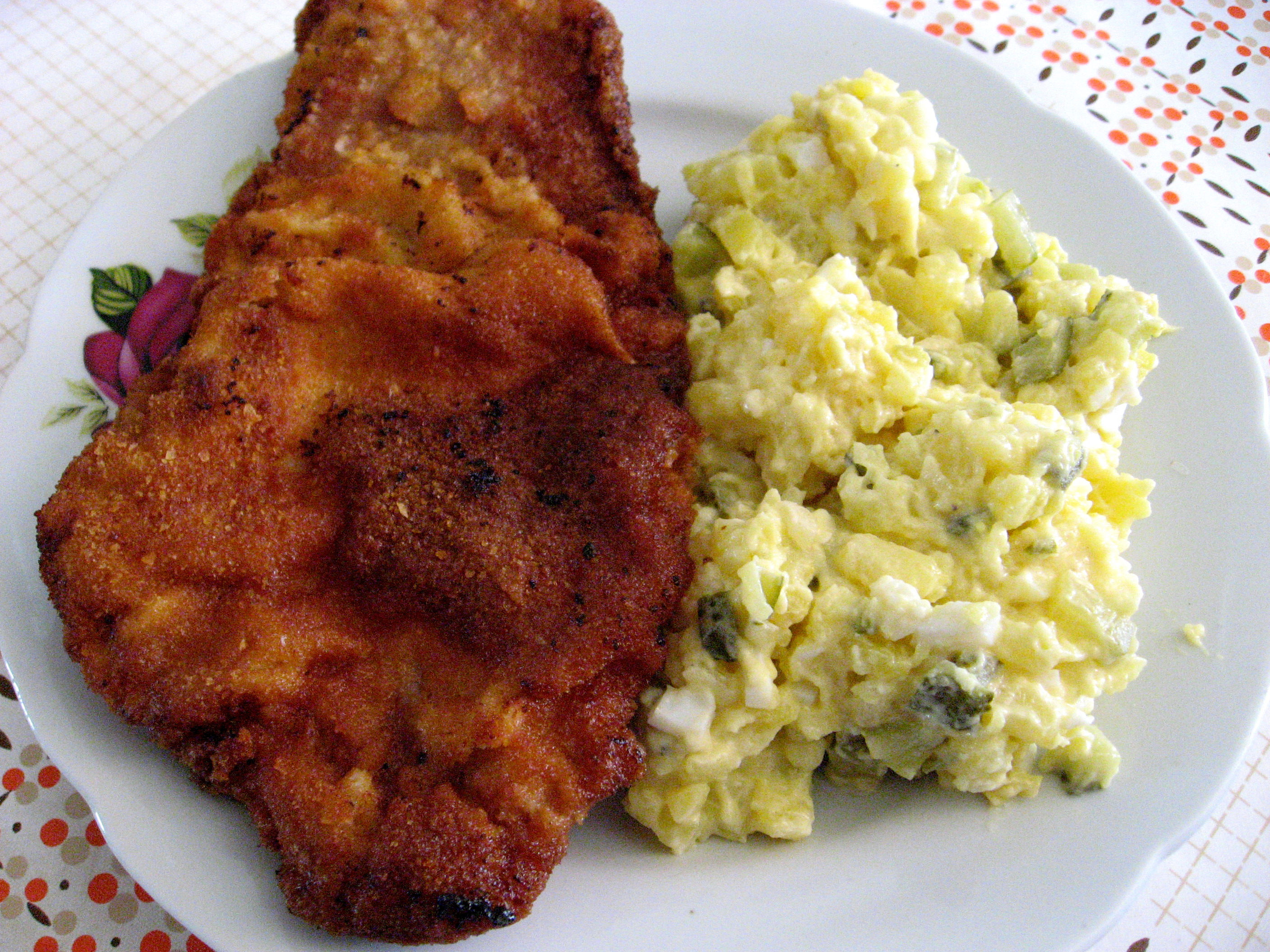
Escalope de porc panée et salade de pommes de terre.

### Fromages
- Abertam
- Bryndza
- Olomoucké syrečky (Olomoucké tvarůžky)
- Pivní sýr
- Smažený sýr

### Desserts
- Les crêpes ou palačinky.
- Le štrůdl
- La bábovka
- Vánočka, sorte de tresse au beurre
- Pâtisserie de Pâques et de Noël
- Mazanec

### Biscuits
Pour Noël, toutes sortes de biscuits et de pâtisseries sont préparés. Le fait que la tradition veuille que l'on en offre à ses voisins, mène les ménagères à une surenchère dans l'élaboration et la décoration des vánoční cukroví, les « sucreries » de Noël.
Il est aussi traditionnel d'en préparer pour un mariage, et de les livrer aux proches la veille de la célébration.

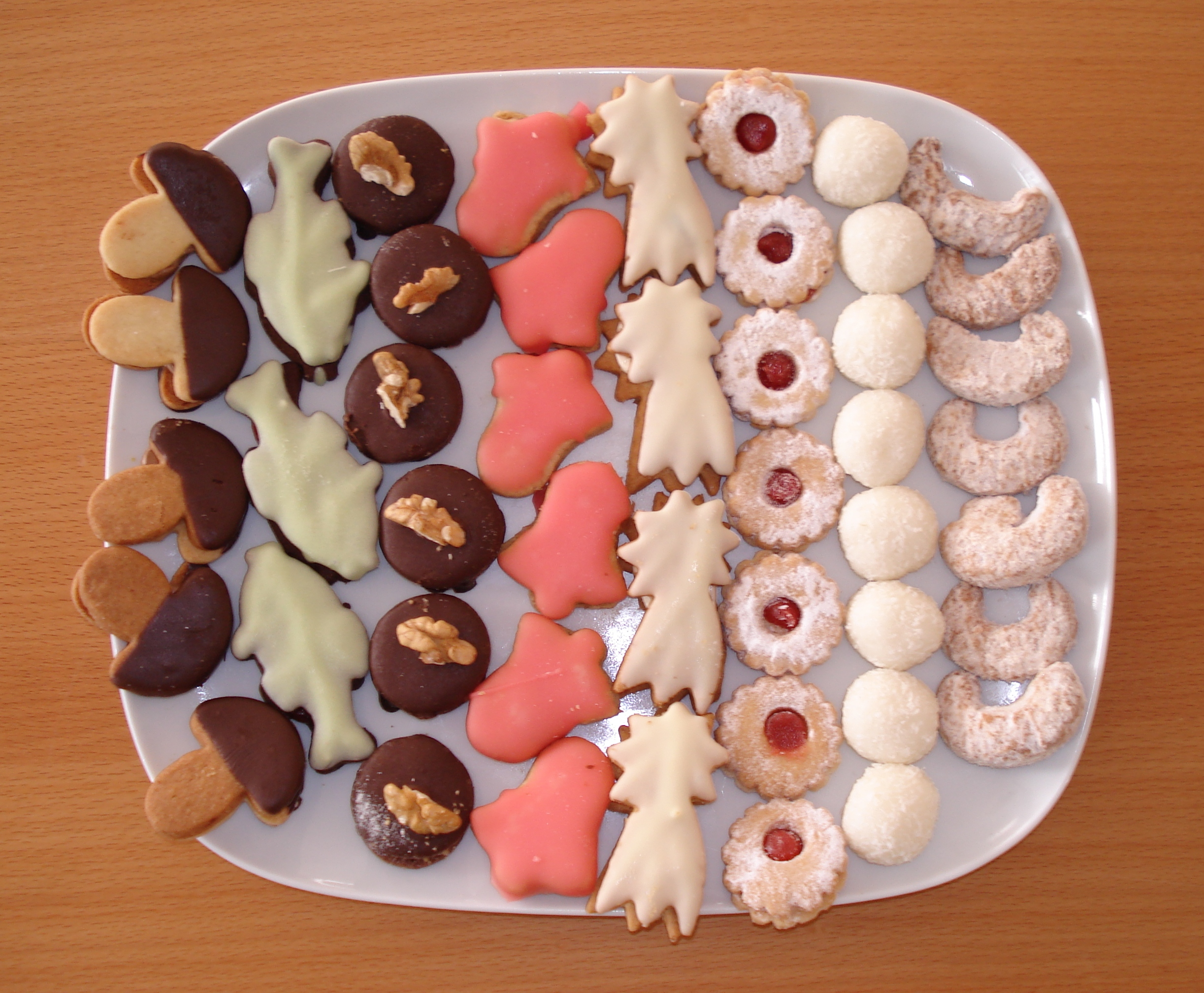
Sucreries de Noël (vánoční cukroví)
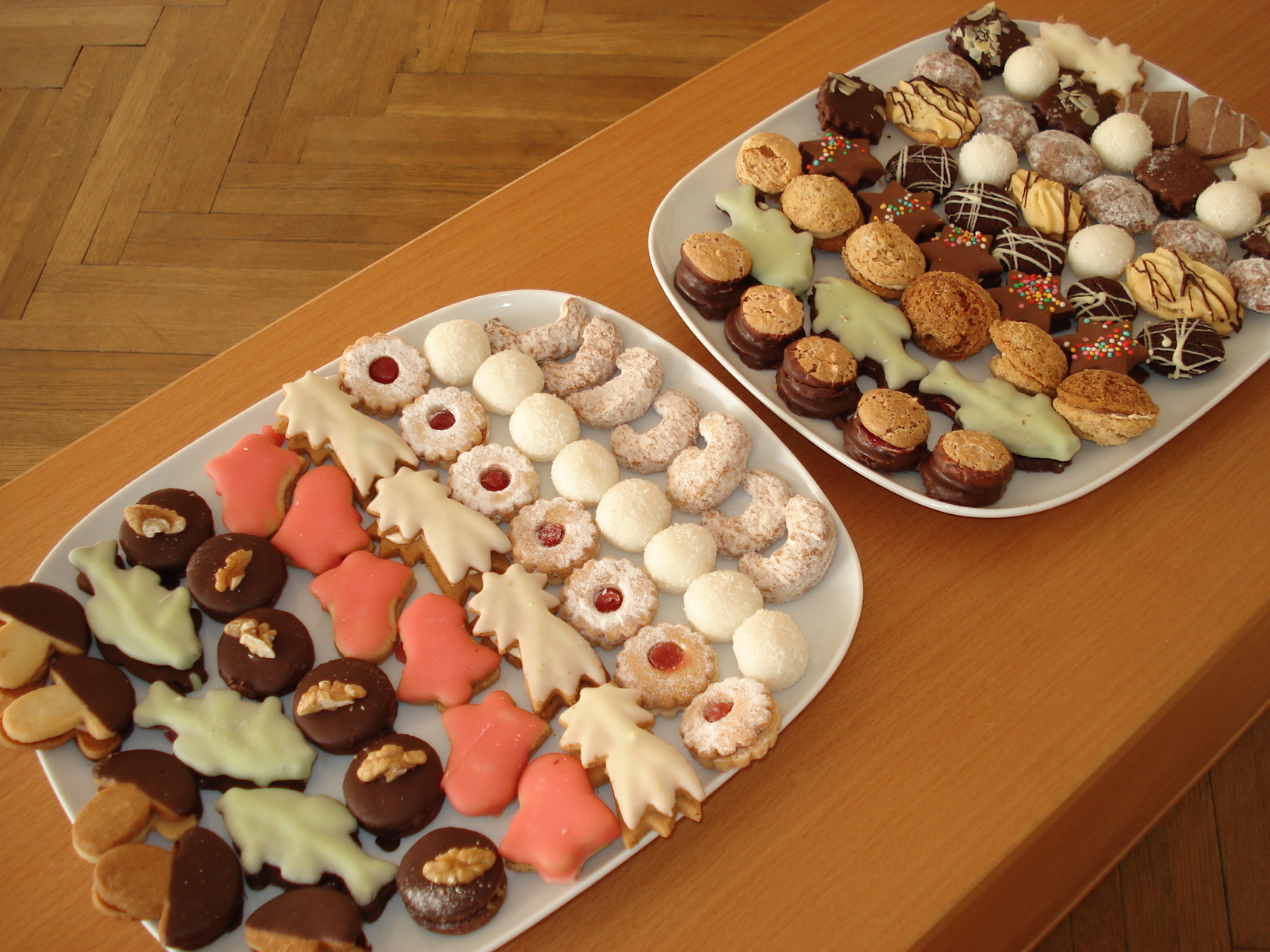
Sucreries de Noël (vánoční cukroví)
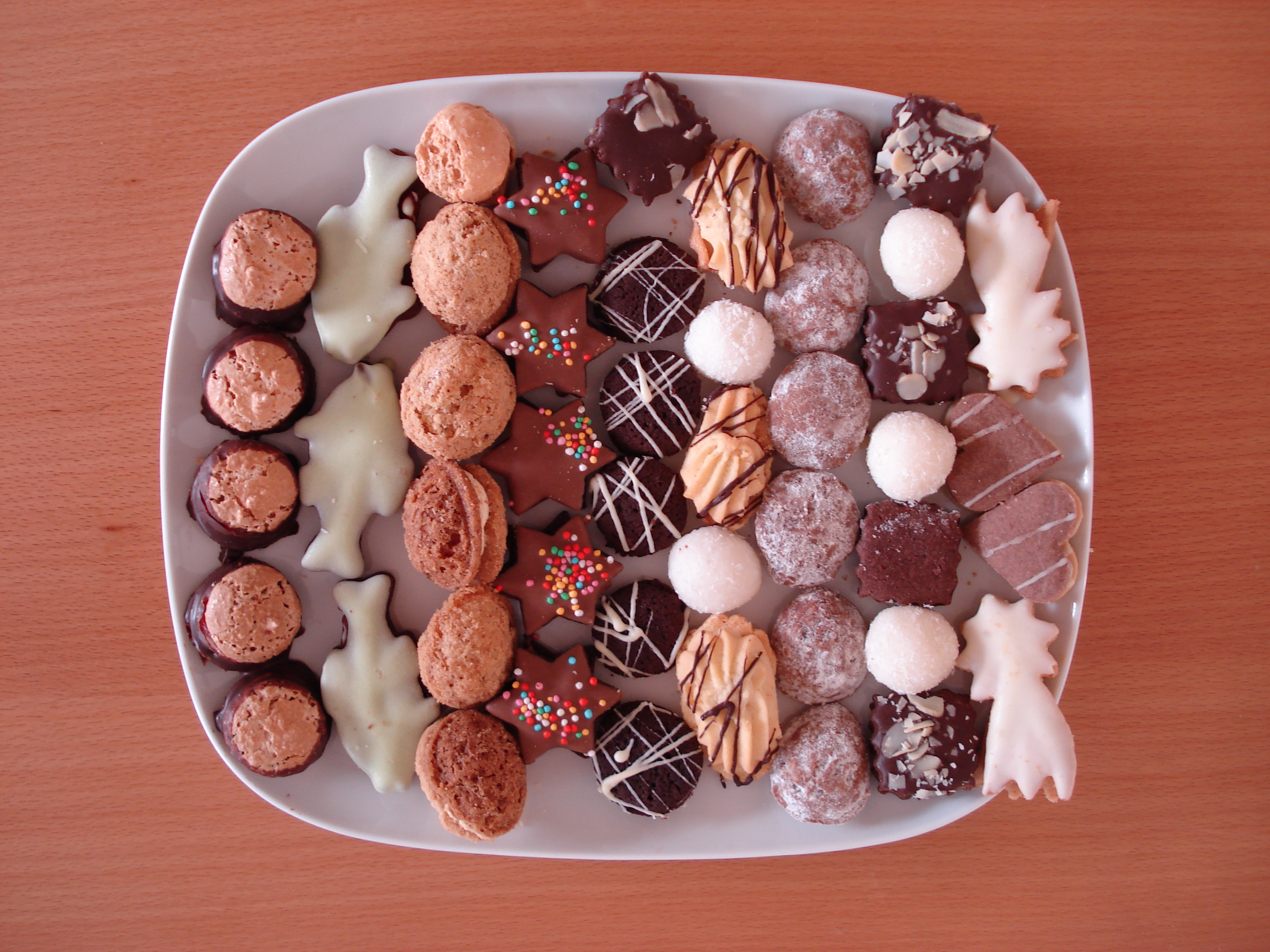
Sucreries de Noël (vánoční cukroví)

### Boissons

#### Bières
En Tchéquie, on dénombre une grande quantité de brasseurs. Si on compte la consommation moyenne, les Tchèques sont les plus grands consommateurs au monde, soit environ 150 litres par an et par personne. La bière est traditionnellement servie par bock de 0,5 l. La petite est de 0,3 l.
Les bières tchèques les plus connues sont la Pilsner Urquell ou la Gambrinus de Plzeň, la Staropramen de Prague, la Budweiser de České Budějovice, la Pilsner Grüner, la Radegast de Nosovice, la Starobrno de Brno, la Krušovice et la Svijany des villages éponymes, la Bernard de Humpolec et, nouvelle sur le marché, la Velvet (bière pragoise rousse avec une mousse qui descend au fond du verre, appelé « effet avalanche », lavinový efekt). Il existe une centaine de bières tchèques différentes (voir catégorie:bière tchèque).
Il est habituel d'accompagner chaque repas d'une pinte de bière (appelée communément du « pain liquide », en tchèque tekutý chléb).

#### Boissons chaudes
- Grog
- Vin chaud

#### Vin
La Moravie du sud est réputée pour son vin blanc.

#### Alcool fort
Les Tchèques accompagnent leur repas de bière, mais ils prennent parfois un panák (décliné "panáka"), c'est-à-dire un petit verre d'un alcool fort. Les liqueurs typiquement tchèques sont la Becherovka, la Slivovice (alcool de prune), le Fernet Stock.

#### Boissons sans alcool
L'eau minérale gazeuse (Mattoni, Korunni) est plus répandue que l'eau plate mais cette dernière commence à bien se développer (Dobrá voda, notamment).
La plupart des sodas internationaux sont devenus courants. Mais on trouve également des sodas locaux, comme le Kofola.
Na zdraví ! « à votre santé ! »

## Pour approfondir